# 데즈먼드 도스
데스먼드 토머스 도스(영어: Desmond Thomas Doss, 1919년 2월 7일 ~ 2006년 3월 23일)는 제2차 세계대전에서 의무병으로 참전한 미 육군 병장이다. 제칠일안식일예수재림교의 종교적 신념을 이유로 집총도 거부하고서 전장에 뛰어들었는데, 오키나와 전투 중에서도 가장 치열했던 핵소 고지 전투에서 목숨을 걸고 전장에 남아 100명의 부상자 중 75명을 치료하였다. 이 업적을 기려 총을 들지 않은 군인 최초로 미군 최고의 영예로 불리는 명예 훈장을 수여받았다. 데즈먼드 도스의 이야기는 2016년 할리우드에서 멜 깁슨 감독의 연출과 앤드루 가필드의 연기를 통해 영화 《핵소 고지》로 만들어졌다. 도스 본인은 '땅 속에 묻힌 이들이 진정한 전쟁 영웅'이라며 수많은 영화화 제의를 거절해왔으나, 이 이야기를 후세에 전해야 한다는 끈질긴 설득 끝에 70년이 흘러 영화화된 것이다.